# Nefropatía epidémica
Nefropatía epidémica es una infección vírica provocada por el virus Puumala, un Hantavirus. El período de incubación es de tres semanas. Se inicia con fiebre, dolor de cabeza, dolor de espalda y síntomas gastrointestinales, pero, en ciertos casos, puede tener una sintomatología más grave con hemorragias internas y puede llegar a producir la muerte. Es menos grave que la fiebre hemorrágica con síndrome renal (FHSR) que puede observarse en otras partes del mundo. Un 80% de las personas infectadas no presentan síntomas o solo síntomas muy ligeros, y la enfermedad no se contagia de persona a persona. El topillo rojo o Clethrionomys glareolus también llamado (Myodes glareolus) (un ratón de campo) es el portador del virus. La enfermedad se contrae por la inhalación de partículas de polvo de las defecaciones. Clethrionomys glareolus se distribuye por toda Europa con excepción de la costa mediterránea y la mayor parte de la península ibérica y Grecia.
Las infecciones por nefropatía epidémica humana suelen producirse en el otoño y a principios del invierno en el norte de Europa. En España y el Mediterráneo son raras.
Esta afección es conocida en Finlandia como myyräkuume o (fiebre del topillo) ya que el virus puede contagiarse a humanos al respirar el polvo de las defecaciones de los topillos o ratones. En Suecia es conocida como sorkfeber o fiebre del topillo). En Noruega es llamada "musepest" (plaga de los ratones).
Expertos del departamento de Microbiología e Inmunología del Belgium's Rega Institute de la Universidad de Lovaina (Bélgica) han relacionado el contagio de la nefropatía epidémica (NE) con aumentos en la población de los ratones debido a los veranos más calurosos y a los inviernos más templados, vinculándolo al calentamiento global. 
Entre 2004 y 2007 han aumentado el número de casos de Nefropatía epidémica, también se han detectado en zonas donde antes no se producía como son Grecia, Portugal y en la India. El único caso reseñado en España fue importado.